# Rosanna Carteri

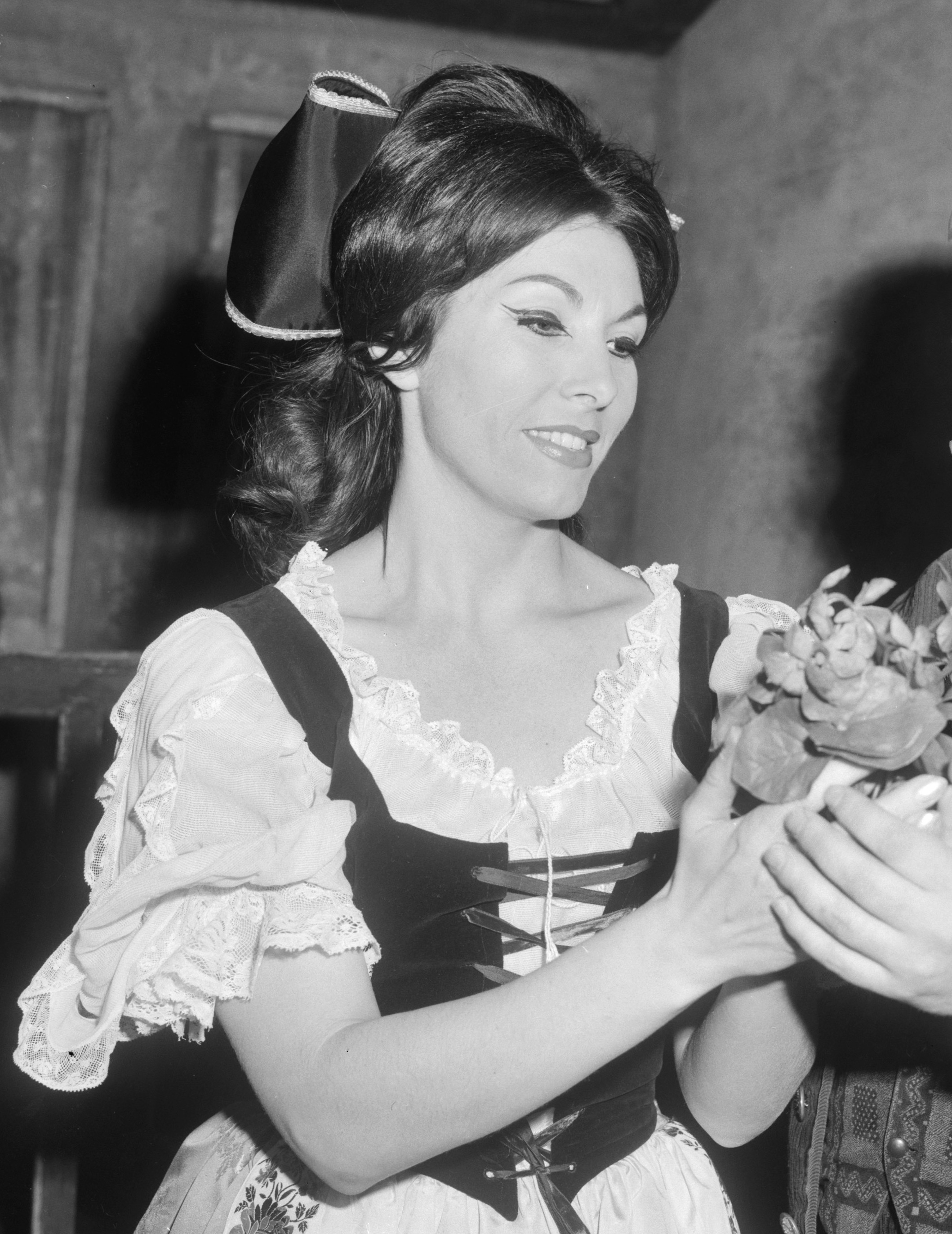
Rosanna Carteri (1964)

Rosanna Carteri (* 14. Dezember 1930 in Verona; † 25. Oktober 2020 in Monte-Carlo, Fürstentum Monaco) war eine italienische Opernsängerin (Sopran).

## Leben
Rosanna Carteri wuchs in Padua auf. Ihre musikalische Begabung wurde frühzeitig erkannt und gefördert. Ab dem Alter von 12 Jahren gab sie Gesangskonzerte. Mit 14 Jahren trat sie in einem Konzert vor Soldaten der Wehrmacht auf. Sie studierte bei dem Veroneser Gesangslehrer Ferruccio Cusinati, weiters bei dem Operntenor Nino Ederle. 1948 gewann sie den Gesangswettbewerb des Italienischen Rundfunks für junge Stimmen.
Ihr Debüt als Opernsängerin gab sie 1949, im Alter von 19 Jahren, als Elsa in Lohengrin in den römischen Caracalla-Thermen. Anschließend unternahm sie eine Gastspielreise nach Spanien, gefolgt von Engagements an den großen italienischen Opernhäusern. 1951 debütierte sie an der Mailänder Scala in La buona figliuola, einer weitgehend vergessenen Oper von Niccolò Piccinni. An der Scala trat sie auch als Nannetta in Falstaff, als Mimì, Liù und, wenn auch mit bescheidenerem Erfolg, als Gilda in Rigoletto, an der Seite von Leonard Warren und Giuseppe di Stefano auf.
1952 sang sie im Rahmen der Züricher Festwochen ebenfalls die Nannetta. Im Sommer 1952 trat sie bei den Salzburger Festspielen als Desdemona in Otello unter der musikalischen Leitung von Wilhelm Furtwängler auf. 1953 debütierte sie beim Maggio Musicale Fiorentino als Natascha in der europäischen Erstaufführung der Prokofjew-Oper Krieg und Frieden.
1954 folgte ihr US-Debüt an der San Francisco Opera als Mimì in La Bohème. 1954/55 trat sie an der Lyric Opera of Chicago als Mimì, Marguerite in Faust und als Adina in L’elisir d’amore auf. In der Saison 1957/58 sang sie in La rondine am Teatro San Carlo in Neapel. 1958–59 übernahm sie bei den Opernfestspielen in der Arena von Verona die Liù in Turandot mit Birgit Nilsson und Giuseppe di Stefano als Partnern. 1959 trat sie als Elena in La donna del lago erneut beim Maggio Musicale auf. Im März 1960 debütierte sie, an der Seite von Jussi Björling, an der Covent Garden Opera in London als Mimì.
Carteri wirkte in einigen Uraufführungen mit. 1950 übernahm sie beim Italienischen Rundfunk die Titelpartie in der Uraufführung der Oper Ifigenia von Ildebrando Pizzetti. Sie sang außerdem in Uraufführungen von Opern der Komponisten Juan José Castro, Franco Mannino, Renzo Rossellini und Mario Castelnuovo-Tedesco. Im Oktober 1962 gehörte sie am Théâtre des Champs-Élysées in Paris in der Rolle der Maureen zur Uraufführungsbesetzung von Gilbert Bécauds L’opéra d’Aran.
Carteri galt auch als bedeutende Konzertsängerin ihrer Generation. Sie gab Konzerte mit der Accademia di Santa Cecilia in Rom unter Francesco Molinari-Pradelli und sang die Sopran-Partie im Requiem von Gaetano Donizetti. 1952 sang sie in Rom unter Bruno Walter die Sopran-Partie im Deutschen Requiem von Johannes Brahms, wovon auch ein Live-Mitschnitt existiert. Als Opern- und Konzertsängerin trat sie in Spanien, Großbritannien, Frankreich sowie in Nord- und Südamerika auf. Gegen Ende ihrer Karriere gab sie auch einige Gastspiele in der italienischen Provinz, u. a. in Cesena, Cremona, Rimini und Viareggio.
Ende 1965 beendete Carteri ihre Bühnenkarriere, um sich ihrer Familie zu widmen. Nach einer über einjährigen Pause kehrte sie für drei Vorstellungen noch einmal kurz auf die Bühne zurück. 1966 zog sie sich, im Alter von nur 36 Jahren, endgültig von der Opernbühne zurück und trat lediglich, fünf Jahre später, noch einmal bei einigen Wohltätigkeitsveranstaltungen (u. a. für UNICEF) auf.
Im Alter von 29 Jahren heiratete Carteri 1959 den italienischen Unternehmer Franco Grosoli († 2014), mit dem sie nach Beendigung ihrer Bühnenlaufbahn viele Jahre in Monaco lebte. Aus der Ehe gingen zwei Kinder hervor. Carteri starb im Alter von 89 Jahren im Fürstentum Monaco, wo sie im Hochhaus „Château Perigord I“ ihren Alterswohnsitz hatte.

## Stimme und Tondokumente
Carteri besaß eine „leuchtende“, „prägnante“ und „frische“ lyrische Sopranstimme, die sich durch eine sorgfältige Gesangskultur auszeichnete. Als Darstellerin wurden ihre Schönheit, ihr gutes Aussehen, ihre Bühnenpräsenz und ihre Fähigkeit zur schauspielerischen Gestaltung von Kritikern und Musikwissenschaftlern hervorgehoben. Zu ihren künstlerischen Vorbildern gehörten Maria Caniglia und Beniamino Gigli.
Zu Carteris wichtigen Bühnenrollen zählten Adina, Norina in Don Pasquale, Gilda, Violetta, insbesondere aber Mimì und Liù, die zu ihren erinnerungswürdigen Glanzrollen zählen. Mit der Tosca unternahm Carteri auch einen einzigen Versuch im „Lirico-Spinto“-Fach.
Ihre Schallplattenaufnahmen erschienen bei Cetra (als „jugendliche Mutter“ Alice Ford, Mimì, als „bezaubernde“ Suor Angelica an der Seite  der „fulminanten“ Miti Truccato-Pace als Principessa, Mathilde in Guglielmo Tell, 1949 und 1952), Columbia (Serpina in La serva padrona, 1955), RCA Victor (Violetta, 1956, mit Cesare Valletti, Dirigent: Pierre Monteux) und bei der EMI (Adina, L’opéra d’Aran). Live-Mitschnitte erschienen u. a. bei Cetra Opera Live, als Micaëla in Carmen (Mailänder Scala 1957, Herbert von Karajan) und als Liu (Mailänder Scala 1958, Antonino Votto) sowie bei Fonit-Cetra, als Lucieta in I quattro rusteghi (Mailänder Scala 1954, Antonino Votto).
Außerdem wirkte sie in Opernproduktionen für die RAI mit.